# Curau

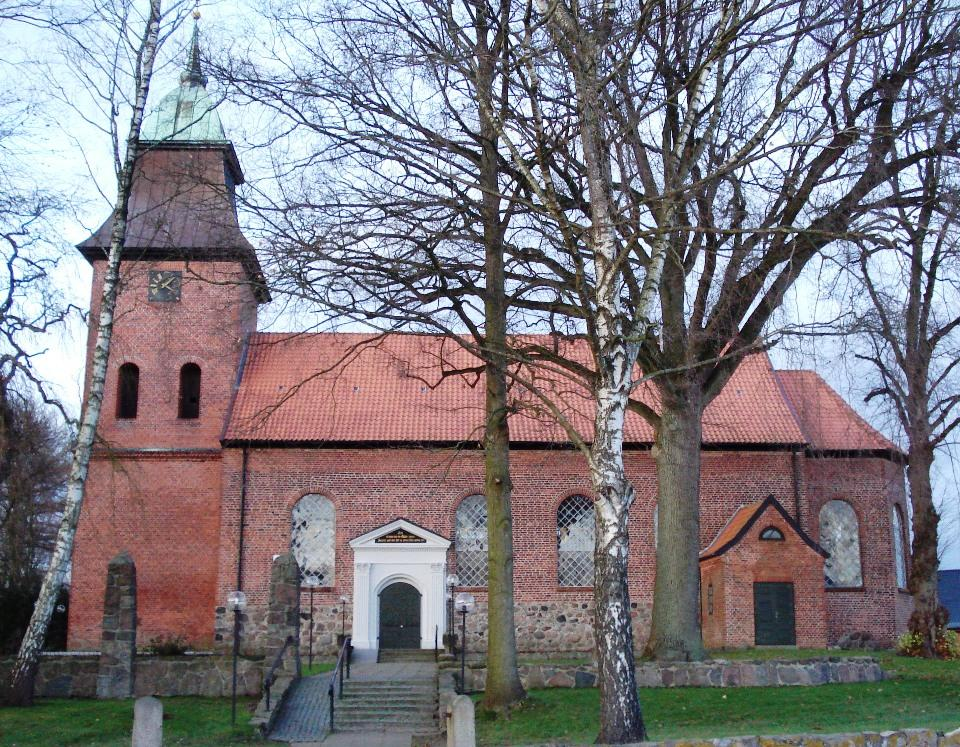
Die Curauer Kirche in Curau (aus Süden)

Curau ist ein Dorf (Ortsteil) der Gemeinde Stockelsdorf im Kreis Ostholstein in Schleswig-Holstein mit ca. 600 Einwohnern an der L 184. Zu Curau gehört die südlich gelegene Siedlung Curaufelde. Curau ist die älteste Siedlung in der Gemeinde Stockelsdorf.
Curau wird vom gleichnamigen Fluss Curau (auch: Curauer Au) durchflossen.

## Geschichte
- 1210 erfolgte die erste Erwähnung des Dorfes, als Graf Albrecht II. es an das Kloster Neumünster verlieh.
- 1259 wurde die Curauer Kirche erstmals erwähnt - diese soll durch Bischof Gerold geweiht worden sein und gehört damit zu den als Vicelinkirchen bezeichneten Kirchen.
- 1316 wurden Graf Johann III. und Graf Gerhard III. Besitzer Curaus.
- Im Jahr 1392 wurde von Herzog Gerhard VI. und Graf Nikolaus des Dorfes je zur Hälfte an
  - das Lübecker Heiligen-Geist-Hospital verkauft (dieser Teil wird später als Kurau bezeichnet).
  - Curau wurde dem Kloster Ahrensbök geschenkt.
- 1683 machte der bauliche Zustand der (ersten) Kirche einen Neubau erforderlich.
- Am 24. Juli 1827 brannten große Teile des Dorfes (u. a. auch die Kirche) ab.

### Curau, nach 1329
Der Teil Curaus im Besitz des Klosters Ahrensbök ging nach dessen Säkularisation im 16. Jahrhundert an das Amt Ahrensbök – das 1866 Teil des Fürstentums Lübeck wurde. Mit der 1879 erfolgten Auflösung der Ämter im Fürstentum Lübeck wurde Curau Teil der Landgemeinde Gnissau.
Die Landgemeinde Gnissau wurde 1934 (durch das oldenburgische Vereinfachungsgesetz) aufgelöst. Curau wurde Teil der Gemeinde Stockelsdorf.

### Kurau, nach 1329

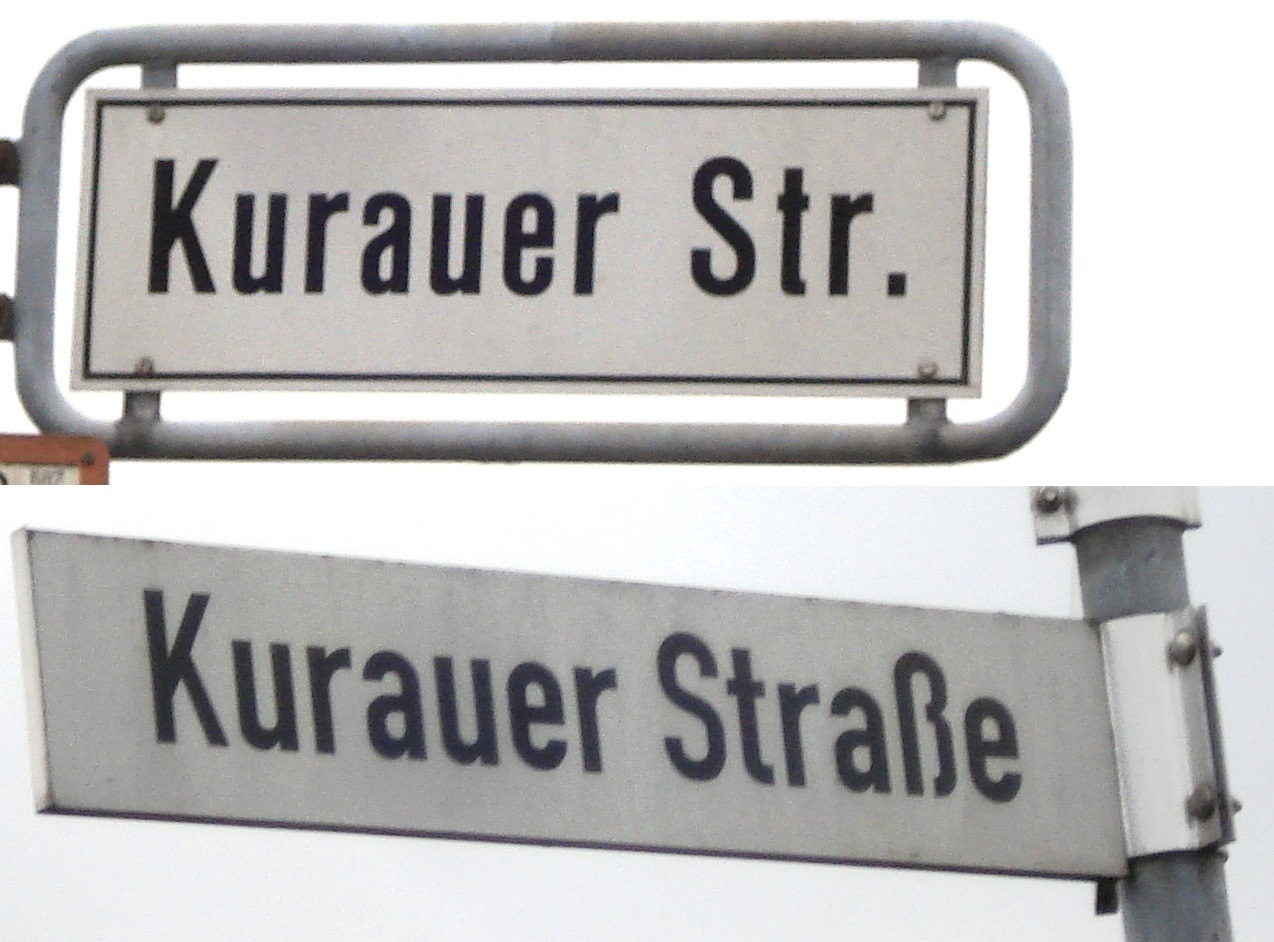
Straßenschilder "Kurauer Straße" in Lübeck – die letzte Erinnerung an die ehemalige Lübecker Exklave.

Der als Kurau bezeichnete Teil des Heiligen-Geist-Hospitals, der zu Lübeck gehörte, wurde zu einer Lübecker Exklave.
Ab 1852 wurde Kurau vom Landamt Lübeck verwaltet. 1868 wird Kurau eine eigene Gemeinde – ab 1879 im Stadt- und Landamt Lübeck.
1937 ging Kurau durch das Groß-Hamburg-Gesetz (mit Dissau, Krumbeck und Malkendorf) an den (aus dem Fürstentum Lübeck) neugebildeten Kreis Eutin (der preußischen Provinz Schleswig-Holstein) (siehe Gesetzesauszug). Im Kreis Eutin wurde Kurau Teil der Gemeinde Stockelsdorf – womit die Schreibung Kurau verschwand.

## Partnerschaften
Seit 1989 verbindet ein festes Band persönlicher und öffentlicher Kontakte die beiden Evangelisch-Lutherischen Kirchengemeinden Kidope in Tansania und Curau in Deutschland.
Themenschwerpunkte sind:
- Projekte in Kidope (z. B. Schulgeld- und Ausbildungsfonds, Solarenergie, Kleinkredite/Talenta etc.)
- Projekte in und um Curau (Öffentlichkeitsarbeit, Gestaltung von Veranstaltungen, Entwicklungspolitische Bildungsarbeit, Ferienprojekt für Kinder und Jugendliche)

Kommunikationswege:
Intern:
- Arbeitsausschüsse (mehrmals mtl.)
- Hauptausschusssitzung (1xmtl.)

Mit Partnern:
- Offizieller Briefwechsel (1xmtl.)
- Private Briefpartner

## Kirchspiel
Es gibt ein Kirchspiel, dem ca. 1750 Mitglieder aus zehn Dörfern angehören: Arfrade, Böbs, Cashagen, Curau, Dakendorf, Dissau, Dunkelsdorf, Malkendorf, Krumbeck und Obernwohlde.
Es gibt Angebote für Kinder:
- Krabbelgruppe für Kinder von 0 bis 3 Jahren
- Kita von 1 bis 6 Jahre
- Bastelgruppe 4 bis 6 Jahre
- Jungschar 8 bis 12 Jahre

Es gibt Angebote für die Jugend, zum Beispiel den Jugendtreff, die Theatergruppe (die Beutelsardinen)
Weiterhin gibt es Angebote für Erwachsene:
- die Tansania Gruppe (Partnerkirche)
- Kirchenmusik

## Freiwillige Feuerwehr
Die Freiwillige Feuerwehr (FF) gründete sich im Jahr 1897. Die Feuerwehren bzw. Ortschaften der Gemeinde Stockelsdorf sind in drei Alarmbereiche unterteilt. Die FF Curau ist zusammen mit den Feuerwehren Horsdorf, Malkendorf und Klein Parin dem Alarmbereich 3 zugeordnet und somit für die vier genannten Ortschaften und die Ortschaft Pohnsdorf mit insgesamt etwa 1300 Einwohnern zuständig.

## Sehenswürdigkeiten
Die Curauer Kirche von 1829.

## Burganlage
In der Nähe von Curau – bei Schönkamp – bestand zwischen ca. 1250 bis zu ihrer Zerstörung 1364 die Burg Sconenkamp.

## Sonstiges

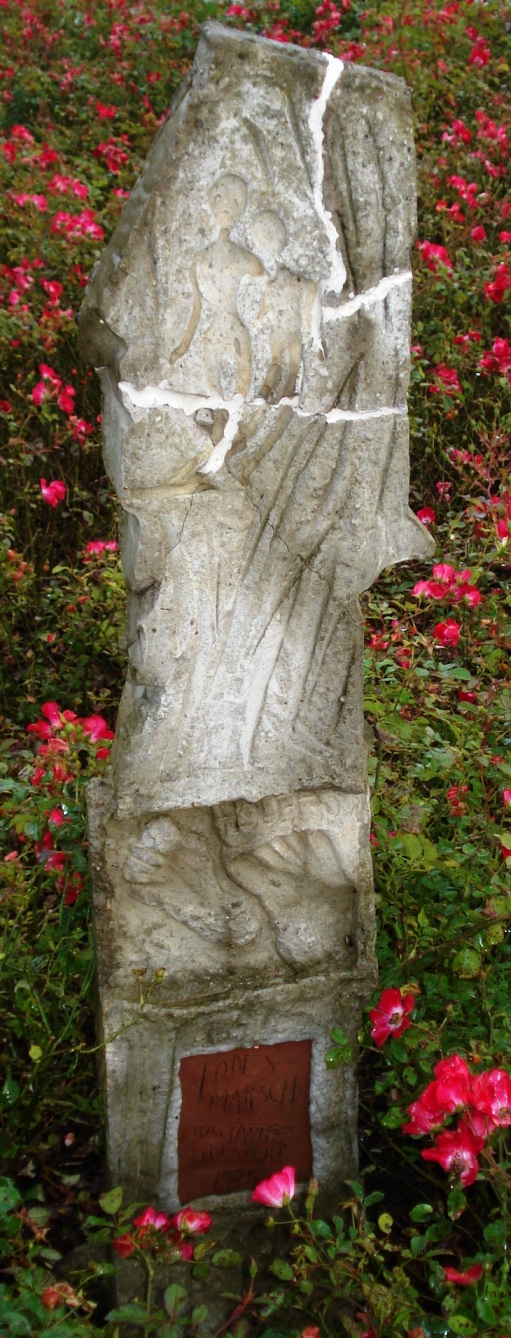
Die Erinnerungsstele KZ Fürstengrube-Todesmarsch in Curau

- An der L184 steht eine Stele zur Erinnerung an den KZ Fürstengrube-Todesmarsch
- An die Lübecker Exklave Kurau erinnert die "Kurauer Straße" in Lübeck.